# Macedonische Communistenbond
De Macedonische Communistenbond (Macedonisch: Сојуз на комунистите на Македонија (СкМ), Sojuz na Komunisti na Makedonija (SKM)) werd in 1952 opgericht. Voor die tijd droeg het de naam Macedonische Communistische Partij (Macedonisch: Komunisticka Partija na Makedonija (KPM)). De SKM maakte deel uit van de federale Joegoslavische Communistenbond.
In november 1989 wijzigde de SKM haar naam in de Partij voor Democratische Verandering (PDP) (Macedonisch: Сојуз на Комунистите на Македонија - Партија за Демократска Преобразба, СКМ-ПДП; Sojuz na Komunistite na Makedonija - Partija za Demokratska Preobrazba, SKM-PDP), daarna in de Sociaaldemocratische Alliantie van Macedonië (SDSM). Een radicalere afsplitsing van de SDSM is de Socialistische Partij van Macedonië (SPM).

## Voorzitters van de SKM
- Lazar Koliševski - 1952-1963
- Krste Crvenkovski - 1963-1969
- Angel Cemerski - 1969-1982
- Krste Markovski - 1982-1984
- Milan Pancevski - 1984-1986
- Jakov Lazarovski - 1986-1989
- Petar Gosev - 1989-1991 (1990-1991 vz. SKM-PDP)

Voor de bestuursstructuur, zie: Joegoslavische Communistenbond
Communistenbond van Bosnië en Herzegovina · Kroatische Communistenbond · Macedonische Communistenbond · Montenegrijnse Communistenbond · Servische Communistenbond (Communistenbond van Vojvodina · Kosovaarse Communistenbond) · Bond van Communisten van Slovenië ·
Organisatie van de Communistenbond binnen het Joegoslavische Volksleger